# Dystrykt Toamasina II
Toamasina II – dystrykt Madagaskaru z siedzibą w Toamasina, wchodzący w skład regionu Atsinanana.

## Demografia
| 1993    | 2000    | 2001    | 2002    | 2003    | 2004    | 2005    | 2007    | 2011    |
| ------- | ------- | ------- | ------- | ------- | ------- | ------- | ------- | ------- |
| 129 581 | 165 423 | 170 915 | 176 538 | 182 280 | 188 295 | 194 509 | 207 559 | 219 227 |

## Podział administracyjny
W skład dystryktu wchodzi 15 gmin (kaominina):
- Ambodilazana
- Ambodiriana
- Amboditandroho
- Ampasibe Onibe
- Ampasimadinika
- Andondabe
- Andranobolaha
- Antenina
- Antetezambaro
- Fanandrana
- Foulpointe
- Ifito
- Mangabe
- Sahambala
- Toamasina suburbaine